# Kurman
Kurman (în ucraineană Курман) este așezarea de tip urban de reședință a raionului Krasnohvardiiske din Republica Autonomă Crimeea, Ucraina. În afara localității principale, nu cuprinde și alte sate.

## Demografie
Componența lingvistică a așezării de tip urban Krasnohvardiiske
     Rusă (77,77%)
     Tătară crimeeană (11,88%)
     Ucraineană (8,8%)
     Alte limbi (0,39%)
Conform recensământului din 2001, majoritatea populației așezării de tip urban Krasnohvardiiske era vorbitoare de rusă (77,77%), existând în minoritate și vorbitori de tătară crimeeană (11,88%) și ucraineană (8,8%).